# 凱文·史貝西
凯文·史派西·福勒，KBE，（1959年7月26日—），美国男演员、导演、电影制作人、剧作家和歌手。他从1980年代开始其演员生涯，最早是从舞台剧起步，随后在电视剧集和电影中获得一些配角角色。从1990年代开始，他的表演得到了评论家们的高度赞扬。他凭借新黑色犯罪惊悚片《非常嫌疑犯》获得他的第一个奥斯卡最佳男配角奖（1995年）；随后他又凭借中年危机题材电影《美国丽人》获得了他的第一个奥斯卡最佳男主角奖（1999年）。
他另外一些重要演出作品包括：喜剧电影《与鲨同游》；心理惊悚片《七宗罪》；新黑色犯罪片《洛城机密》；剧情片《让爱传出去》；科幻神秘片《K星异客》；音乐传记片《飞跃情海》；超级英雄电影《超人归来》和动作片《极盗车神》。
在百老汇戏院，凯文·史派西在1991年凭借《我的天才家庭》拿下了托尼奖“最佳舞台剧男配角奖”。2017年，他主持了托尼奖颁奖晚会。从2004年起，凯文·史派西开始担任老维克剧院的艺术总监，直到2015年年中卸任。从2013年到2015年，他出演网飞原创电视剧《纸牌屋》，在其中饰演弗兰西斯·安德伍德。 凭借弗兰西斯·安德伍德这个角色，凯文·史派西赢得一座金球奖电视戏剧类最佳男主角奖奖杯和连续两届美国演员工会奖电视戏剧类最佳男演员奖。
2017年10月30日，演员安东尼·瑞普公开指责凯文·史派西在他14岁时意图性侵他。 在安东尼·瑞普的指控之后，许多其他男子也宣称凯文·史派西试图强奸或对他们使用暴力。由于凯文·史派西的丑闻爆发，Netflix在审判前已经有罪推定原则下，宣布无限期暂停《纸牌屋》新一季的制作；同时也宣布将终止发行与其联合制作的传记片《戈尔》，据悉该片目前已经进入到后期制作。史派西否认了这些指控，并在2022年纽约的诉讼和2023年伦敦的诉讼中洗脱了所有指控 。

## 早年境况
凯文·史派西出生于美国新泽西州埃塞克斯郡的南奥兰治，他的母亲名叫凯瑟琳·安（Kathleen Ann），婚前姓氏为克努森（Knutson），是一名秘书；而他的父亲名叫托马斯·杰弗里·福勒（Thomas Geoffrey Fowler），是一名技术作家和数据顾问。 他有一个哥哥，名叫兰迪·福勒（Randy Fowler），居住在爱达荷州博伊西，是一名豪华轿车司机兼罗德·斯图尔特模仿者；还有一个妹妹，名叫茱莉·安·福勒·凯尔，是一名上班族。 当史派西4岁的时候，他们居家搬迁到了南加州。 与凯文·史派西关系疏远的哥哥兰迪·福勒表示，他自小就受到了他那种族主义者和纳粹支持者父亲的性侵犯和性虐待。但是他的弟弟凯文·史派西面对这一切的时候选择封闭了自己，并变得“非常狡猾和聪明”来避免来自父亲的鞭打。
凯文·史派西在十年级和十一年级的时候进入北岭的军事学院——卡诺嘉公园高级中学就读，但他最终于1977年在查茨沃思的查茨沃思高级中学毕业，并与梅尔·温宁汉姆成为当年的高中毕业生代表。 在查茨沃思高中，史派西出演了高级校园版的音乐剧《音乐之声》。他在剧中出演格奥尔格·冯·特拉普上尉，而梅尔·温宁汉姆则在剧中出演玛利亚·冯·特拉普。从这部剧开始，他开始将他的中间名“史派西”当作自己的艺名，这来自她祖母的娘家姓氏。
在进入茱莉亚学院之前几年，凯文·史派西曾经尝试当一名喜剧演员。在1979年到1981年期间，史派西在茱莉亚学院第12团学习戏剧。 在此期间，他还在一家保龄球馆举办的谐星赛事中表演了单人喜剧。

## 職業生涯

### 1981年－1999年
史派西在1981年的紐約莎士比亞節中首次亮相，之後並曾在百老匯參與演出，其參與過的演出包括亨里克·易卜生的《鬼》，以及莫里哀的《The Misanthrope》。1984年，他參與了黑色喜劇《Hurlyburly》的製作，並嘗試演出了每一個劇中的男性角色（他在電影版本中則飾演麥奇）。1986年時他並在《Sleuth》中的一個紐澤西州的晚餐橋段中有出現。
他較為人知的舞台演員生涯則是在1986年、參與Jonathan Miller版本的《Long Day's Journey into Night》演出後才真正開始。他與電視上的登場則是需等到第二季的《警察故事》，扮演一名來自甘迺迪家族的參議員。而儘管他早就顯示其對於電視劇演出的興趣，他依舊長時間參與舞台劇的演出。1991年他以在尼爾·賽門《Lost in Yonkers》舞台劇中精湛的演出得到美國劇場界的最高榮譽東尼獎。致使始終不看好他演員生涯的父親，終於在史派西獲獎後改變了他的看法。
史派西扮嘗試演過許多角色，如在《洛城法網》及在電視迷你影集《瑪莉謀殺案》中扮演億萬富豪。

### 2000年－2010年

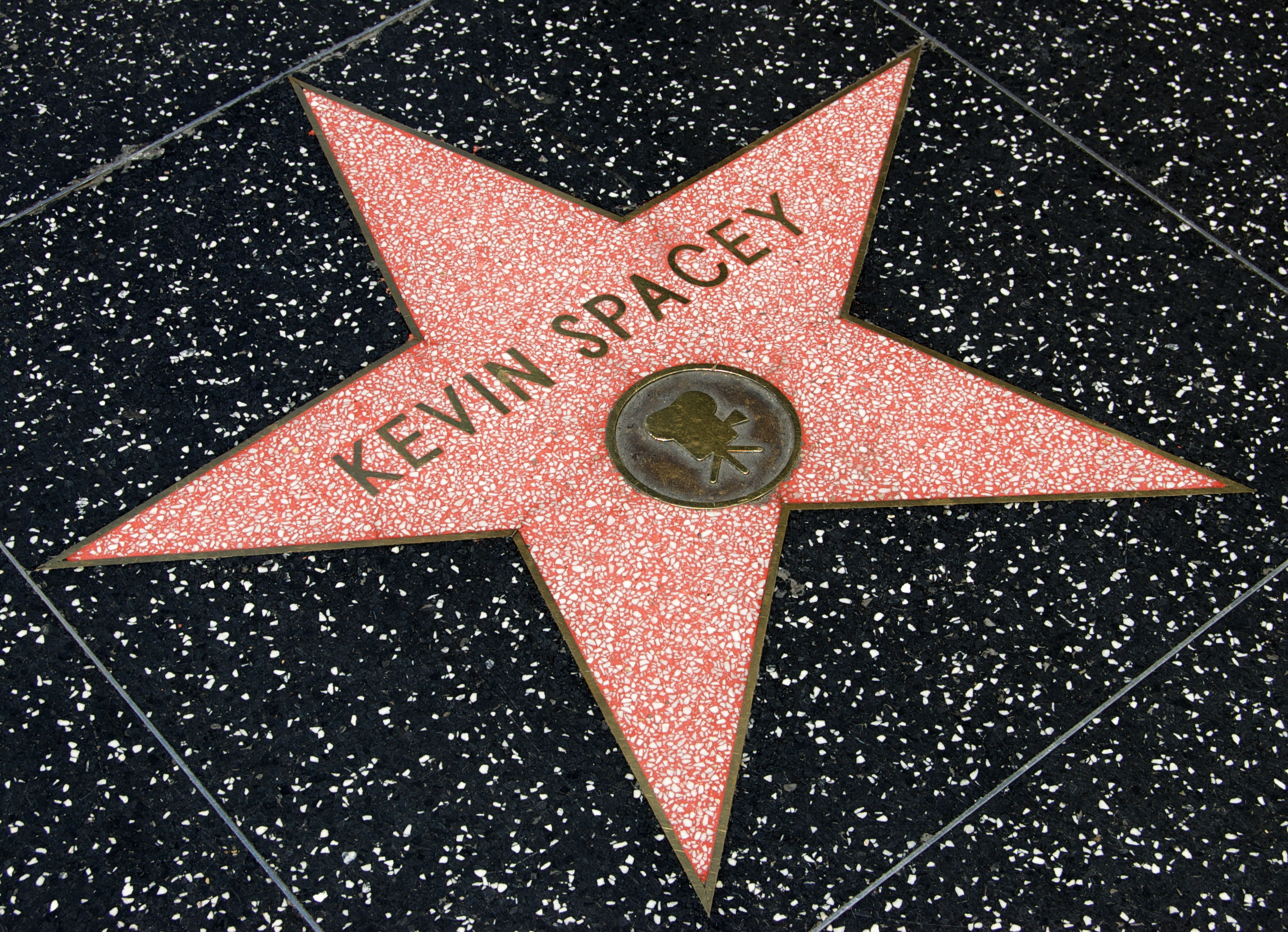
好莱坞星光大道上的史派西之星，1999年

史派西凭借在1999年的电影《美国心玫瑰情》中饰演的颓废古板的、向女儿最好的朋友求爱的父亲形象赢得了奥斯卡最佳男主角奖。同年，他在好莱坞星光大道上荣获了一颗星，也荣获劳伦斯·奥利弗最佳男主角奖，并被1999年的東尼獎提名。
史派西在2000年的电影《讓愛傳出去 (電影)》饰演了一位心理和生理都受伤了的教师，在2001年的电影《K星異客》中扮演了一个可能是外星人的精神病人，并在《飞跃情海》中扮演了歌手巴比·达林. 后者是史派西终生梦想的项目，他在这部有关达林生平、职业和与女演员桑德拉·迪的音乐传记片中担任共同编剧、导演、共同制作和主演。因为在美国几乎没人对此感兴趣，史派西前往德国和英国募款，这部电影几乎全部在柏林拍摄。史派西在这部电影的配乐中深情演唱，并在电影发布时期现身几场纪念音乐会。史派西的演唱获得了大多数的好评，同时也因他的表演获得了金球奖的提名。但是，评论家批评了史派西和达林之间的年龄差距，并指出史派西年龄太大，无法令人信服地饰演达林，尤其是在影片中所描绘的歌手早期经历。

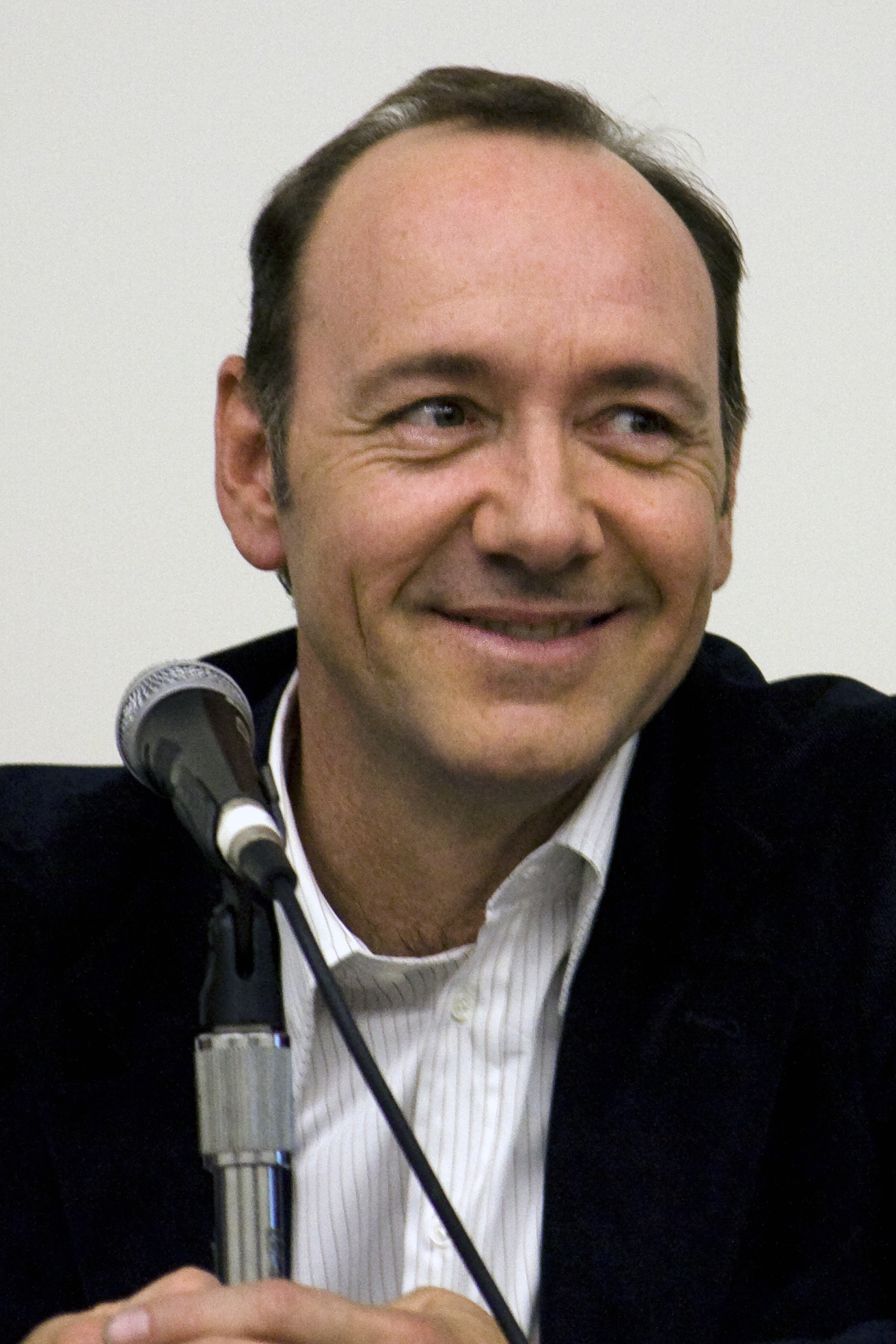
史派西于2008年圣迭戈国际漫画展

史派西两次主持《周六夜现场》节目:第一次是在1997年与音乐嘉宾贝克 (歌手)和蒙提·派森的飞行马戏团中的特殊嘉宾迈克尔·帕林和约翰·克里斯，第二次是在2006年与音乐嘉宾妮莉·费塔朵。同年，史派西在布莱恩·辛厄的超级英雄电影《超人归来》中饰演莱克斯·卢瑟。他本将在2009年的续集中复出，但超人系列的重启电影却是2013年的《超人：钢铁之躯》。史派西也在2006年的非戏院首映电影《爱迪生》中出现。
史派西在2008年的电影《21》中扮演马萨诸塞理工学院的一名讲师。这部电影基于本·麦兹里奇的最受欢迎的作品《拆毁房屋：六位MIT百万富翁的内幕故事》，这本小说讲述麻省理工学院的纸牌计数玩家借助概率论以增强他们在纸牌游戏如二十一点中获胜的可能性。在2010年初，史派西前往中国参演伍仕贤编导的黑色喜剧电影《形影不离》，成为了第一个参演纯华资电影的好莱坞影星。
史派西以其善于模仿在好莱坞闻名。当他在脱口秀《在演员工作室里》中登台时，他按照主持人詹姆斯·利普敦的要求模仿了杰克·莱蒙、詹姆斯·斯图尔特、约翰尼·卡森、凯瑟琳·赫本、克林特·伊斯特伍德、约翰·吉尔古德、马龙·白兰度、克里斯托弗·沃肯和阿尔·帕西诺. 作为纽约市的青年演员，他用自己的本领冒充卡森的儿子，骗取免费的戏剧票，并进入54俱乐部。
史派西和迪安·马丁的二重唱"Ain't That a Kick in the Head"和"King of the Road"成为了Capitol唱片和EMI发行的专辑《Forever Cool》的主打歌曲。在2007年十二月，史派西与乌玛·瑟曼共同主持了诺贝尔和平奖音乐会。

### 2011年迄今

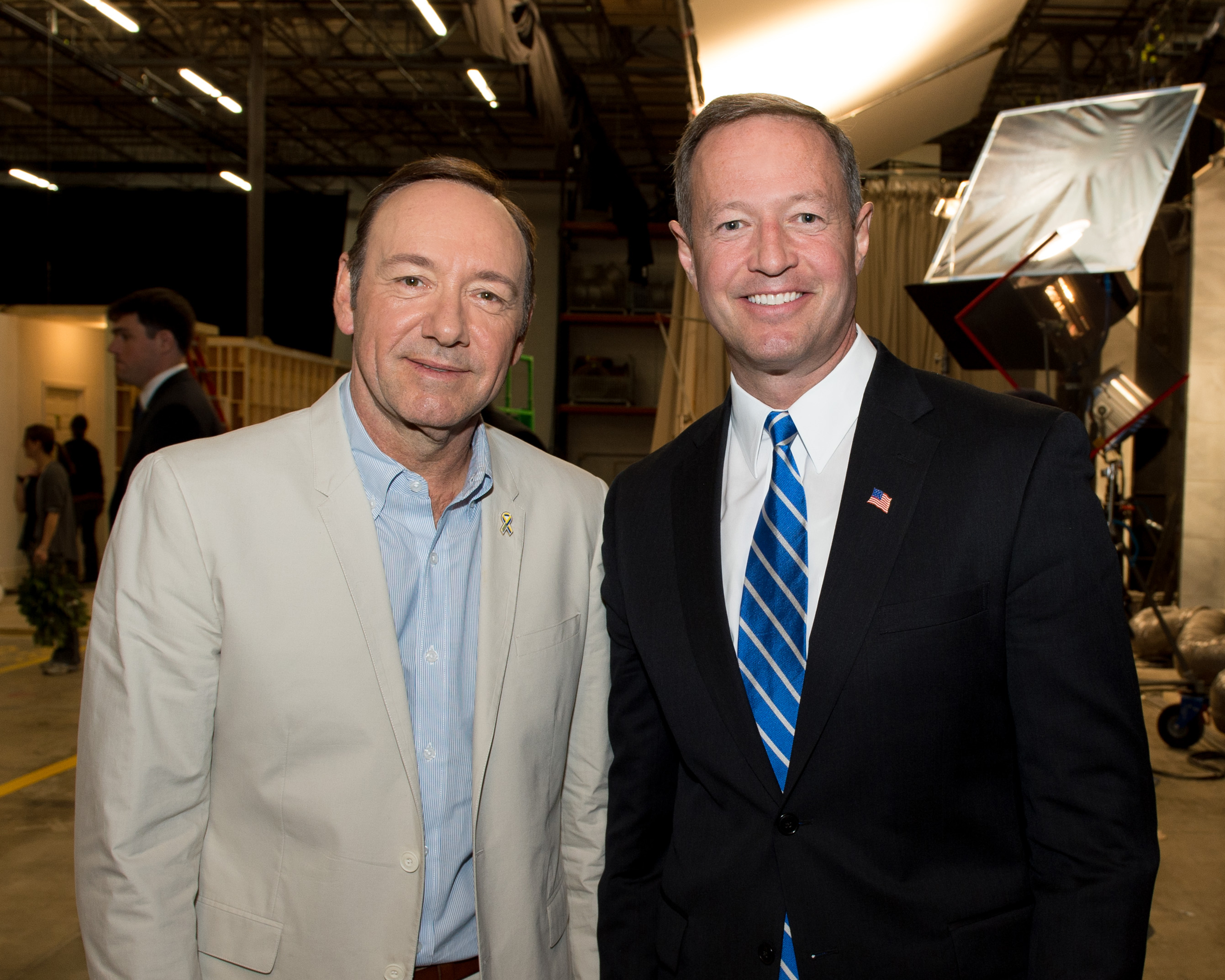
史派西带领时任马里兰州州长马丁‧奥马利参观纸牌屋片场，2013年5月

史派西是莎士比亚学校节的赞助者，这是一个使英国各地的学童能够在专业剧院演出莎士比亚的慈善机构。此外，他还担任美国电影电视基金的董事会成员。

## 政治立场

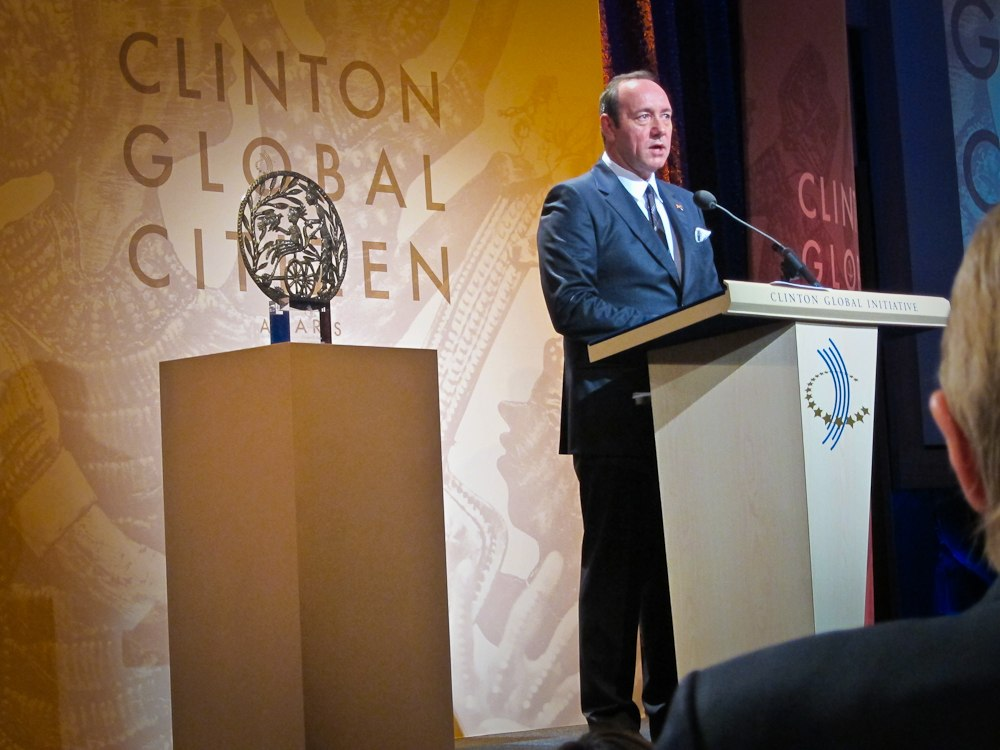
凯文·史派西在克林顿全球公民奖颁奖礼上演讲。

凯文·史派西的政治观点通常被认为是左倾，与他在《纸牌屋》里所饰演的角色有一些相似。 史派西是民主党的捐助者，同时也是美国前总统比尔·克林顿的朋友。 史派西在其所饰演的角色弗兰克·安德伍德成为美国总统並且会见前总统时，形容克林顿是政治进程中的“一道亮光”。 他还在克林顿政府为白宫记者协会晚宴制作的轻松政治讽刺短片《克林顿总统：最后的日子》中客串。
凯文·史派西在2007年9月与委内瑞拉总统乌戈·查韦斯会面，但他从来没有向任何媒体透露这次会面。但是这次会面之后，他向委内瑞拉电影制片厂维拉电影捐了一笔钱。
2011年3月，随着白俄罗斯总统亚历山大·卢卡申科对白俄罗斯民主运动的镇压，凯文·史派西加入到裘德·洛倡议的反卢卡申科阵营。

## 性行为不端指控
2017年10月30日《BuzzFeed》報導，演員安東尼·瑞普控訴14歲時曾遭凱文·史貝西性騷擾。
2017年10月30日一名墨西哥演員羅伯托·卡瓦佐斯（Roberto Cavazos）他在官方Facebook表示，凱文·史貝西在倫敦老維克劇院擔任藝術總監的時候，凱文·史貝西經常利用職位特權來性騷擾年輕男演員。 他自已有試著反抗但仍然遭到史貝西性騷擾。
2017年10月31日《Radar Online》報導，導演托尼·蒙塔納（Tony Montana）他指責凱文·史貝西在2003年對他性騷擾。托尼·蒙塔納說：「當時除了心理治療師，我沒有和任何人談論過這事情。我經歷了六個月的創傷後遺症。」
2017年11月2日《衛報》報導，一名倫敦老維克劇院的前工作人員表示在2011年看見了凱文·史貝西在各種不同情況下多次性騷擾男人。另外一名老維克劇院的相關人員、2010年的劇院實習生雷貝嘉·古登（Rebecca Gooden）她也確認了這些控訴，她說凱文·史貝西的性騷擾行為是很常見的事情。
2017年11月3日《CNN》報導，有八名《紙牌屋》現員工及前員工控訴凱文·史貝西曾對自己實施性騷擾，其中一名甚至聲稱史貝西性侵。《紙牌屋》員工說：「凱文·史貝西他這種行為對他來說是經常性的，我的經歷也絕對不是唯一的，這對劇組中那些不得不接觸他的年輕男性來說是一種有害的環境。」其他幾名《紙牌屋》員工也全部認可了這種說法，他們稱凱文·史貝西是個慣犯，經常對年輕男性有性騷擾行為。
2017年11月3日《衛報》報導，一名男子聲稱於2008年在倫敦遭凱文·史貝西性侵，已經向警方報案，英國警方正進行調查。
2017年11月4日《BuzzFeed》報導，一名記者他表示在2000年左右曾在倫敦老維克劇院採訪過凱文·史貝西，當時這位記者年僅20來歲。史貝西邀請他在轉至一個俱樂部進行采訪，並趁同行人不注意的時候凱文·史貝西用手進行了多處的觸碰、一直性騷擾。當記者起身決定離開時，凱文·史貝西一路追到了門口並且臉色大變，直指著這位記者大罵他為懦夫。
2017年11月5日《BuzzFeed》報導，奧斯卡影帝李察·德雷福斯的兒子哈里·德雷福斯（Harry Dreyfuss）他聲稱18歲時曾經遭到凱文·史貝西性騷擾。哈里·德雷福斯說：「我當時已經傻了，我沒有辦法消化正在發生的事情。凱文·史貝西在戲外對我做出這樣的事情。當時的我是一個無助無知、只想成為演員的男孩。我不知道應該做什麼，更不知道應該如何告訴我的父親。我害怕被威脅，或影響到父親的工作。」
2017年11月8日《NBC新聞》報導，一名波士頓前電視新聞主播希瑟·烏拉（Heather Unruh）她指控凱文·史貝西在2016年灌醉她18歲的兒子後再性侵她的兒子。希瑟·烏拉她表示兒子已向警方遞交證據，警方就指控展開調查。
2017年11月16日《每日電訊報》報導，倫敦老維克劇院透露，共有20人的證詞指控凱文·史貝西曾進行不當行為。
2017年12月8日《獨立報》報導，挪威國王的前女婿阿利·貝恩（Ari Behn）說在10年前的諾貝爾和平獎音樂會，凱文·史貝西藉機觸摸他的下體，對他性騷擾。

### 司法诉讼
洛杉矶地区检察官办公室在2018年4月表示将调查一项关于史派西在1992年对一名成年男性进行性侵犯的指控。2018年7月，苏格兰场又披露了三项针对史派西的性侵犯指控，使在英国的公开调查总数达到6项。2018年9月，在洛杉矶高级法院提起的诉讼称，史派西于2016年10月在加利福尼亚州马里布的一所房子里对一名匿名的按摩师进行了性侵。
2018年12月，史派西因涉嫌于2016年7月在马萨诸塞州楠塔基特市对记者希瑟·烏拉的18岁儿子进行性侵犯而被指控犯有重罪。2019年1月7日，史派西对这项指控表示不认罪。烏拉的儿子告诉警方，在整个所谓的“摸头”事件中，他一直在和女朋友发短信。史派西的辩护律师花了几个月时间试图获得短信和手机的副本。2019年5月中旬，烏拉儿子的私人律师告知法庭，涉案手机“失踪”。2019年6月4日，辩方了解到，2017年烏拉将儿子的手机交给警方时，承认自己已经删除了一些短信。当月晚些时候，她的儿子对史派西提起诉讼，声称受到精神损害。2019年7月5日，他自愿撤诉。
2019年7月17日，对史派西的刑事侵犯指控被鳕鱼角和邻近岛屿的检察官撤销。针对史派西的最后一个刑事诉讼因指控他的匿名按摩师去世而终结。
2020年9月9日，安東尼·瑞普根据《儿童受害者法案》起诉史派西性侵犯、性暴力和故意施加精神痛苦，该法案延长了纽约有关儿童性虐待案件的民事诉讼时效。与瑞普一起起诉史派西的还有一名要求匿名的男子，他指控史派西在1983年对他进行性虐待，当时他14岁，史派西24岁。2021年6月17日，该匿名指控者的案件因本人拒绝公开表明身份而被驳回。瑞普对史派西的民事诉讼于2022年10月纽约曼哈顿市开始，瑞普被发现对他声称发生虐待的公寓描述不准确。10月20日，陪审团认定史派西没有猥亵瑞普，并驳回其希望索取4000万美元的诉讼。
2020年，史派西及其制作公司M.Profitt Productions和Trigger Street Productions因违反性骚扰政策，被勒令向制作《纸牌屋》的MRC公司支付3100万美元。史派西上诉要求推翻仲裁裁决，但该请求于2022年8月4日被驳回。
2022年5月26日，史派西被英国皇家检察院指控对三名起诉人犯下四项性侵犯罪行。被指控的犯罪行为发生在2005年至2013年间，地点在伦敦和格洛斯特郡。根据皇家检察院的说法，只有当史派西自愿进入英格兰或威尔士时，才有可能正式起诉他，否则需要引渡。在2022年5月31日对《早安美国》的声明中，史派西说他将“尽快安排自愿在英国出庭”。6月16日在英国的首次出庭中，史派西否认了对他的指控。7月14日，史派西在伦敦对这些指控表示不认罪。他将于2023年6月6日开始面临庭审。2022年11月16日，皇家检察院授权对史派西提出额外七项指控，这些指控都与一位控告人有关，据称是在2001至2004年期间发生的事件。2023年7月26日，倫敦南華克刑事法院（Southwark Crown Court）陪審團在歷經逾12小時的審議後，裁定針對凱文史貝西的9項指控均不成立，包括性侵犯，未經同意使他人從事性行為，以及使他人從事插入式性行為等。

## 个人生活
1999年，有报道声称凯文·史派西正在和一名名叫戴安娜·德雷耶（Dianne Dreyer）的场记约会，而他们的关系可能追溯到1992年。 2000年，史派西携德雷耶出席了奥斯卡奖颁奖典礼。 在他获得最佳男主角的致辞中，他说道：“戴安娜，谢谢你教会我关心正确的事情，我爱你！” 但是据美国一家博客报道，凯文·史派西同时还在约会海伦·亨特和珍妮佛·杰森·李。
2017年10月尾，在有關瑞普的醜聞爆發後，史貝西透過傳媒向瑞普道歉，跟著宣布：「我曾和不同男女交往，一生中也愛上過不同男性和與他們有浪漫接觸，現在我以男同性戀者的身分活著。」有不少已出櫃的名人如乔治·武井批評史貝西是想以出櫃來分散傳媒的注意力。

## 唱片作品

### 专辑
- 《飞跃情海电影原声带（英语：Beyond the Sea (film)）》（2004年）

### 单曲
- 《That Old Black Magic（英语：That Old Black Magic）》（来自《午夜善恶花园（英语：Midnight in the Garden of Good and Evil）》电影原声带 ）[87]

### 现场
- 《Mind Games（英语：Mind Games (song)）》－相聚此刻：约翰·列侬词曲之夜（英语：Come Together: A Night for John Lennon's Words and Music）（2001年10月2日，无线电城音乐厅）[87]

## 演出作品

### 電玩遊戲配音
| 年份   | 遊戲                   | 角色                            |
| 2014年 | 《決勝時刻：先進戰爭》 | 喬納森·艾恩司（Jonathan Irons） |